# ARC Veinte de Julio
Lo ARC Veinte de Julio (pennant number D-05) è stato un cacciatorpediniere della Marina Militare della Colombia, in servizio dal 1958 al 1984.

## Storia

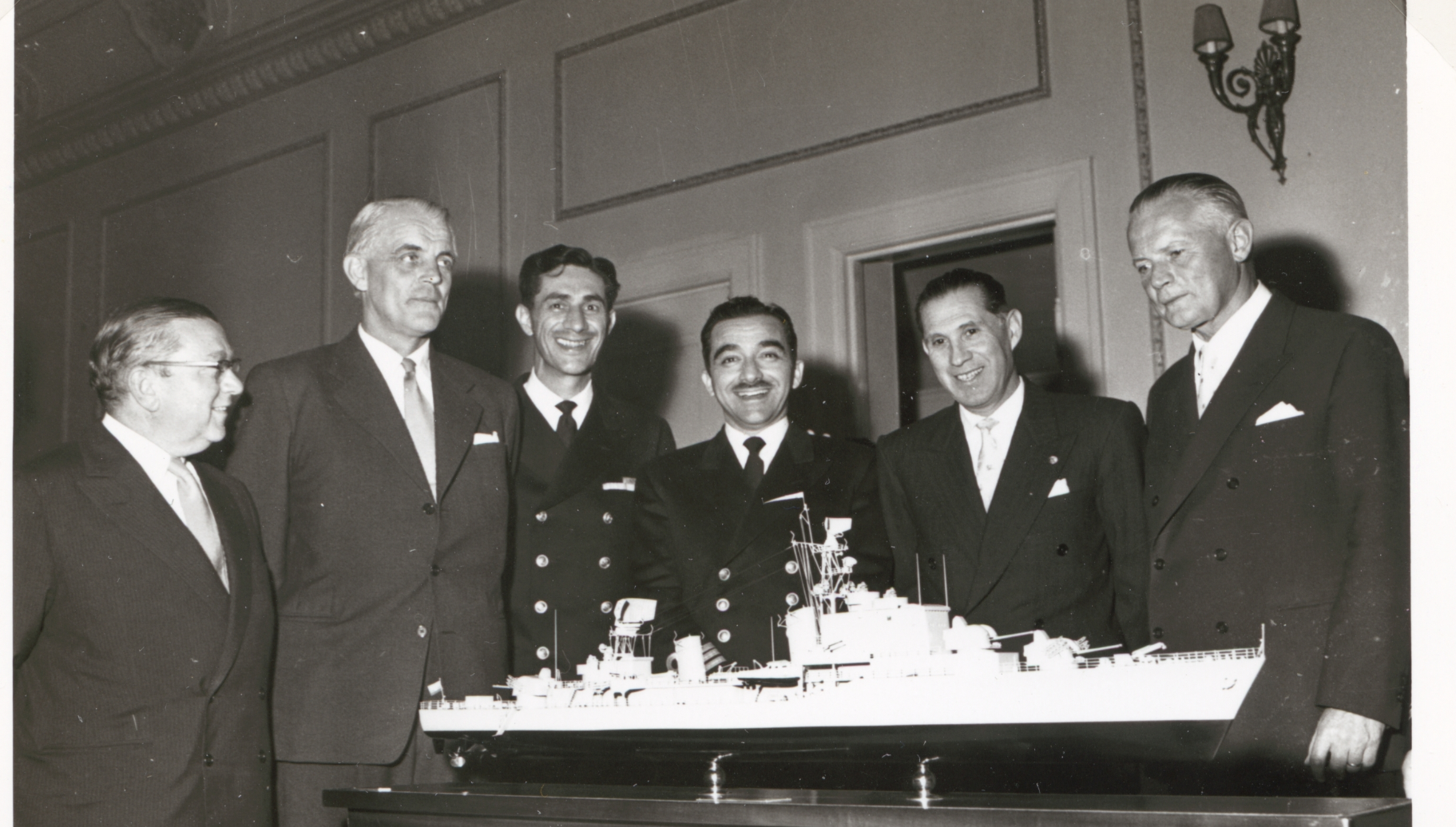
Foto scattata alle delegazioni svedese e colombiana davanti al modello del cacciatorpediniere ARC Veinte de Julio costruito da cantiere navale Kockums per la marina colombiana. Era un classe Halland modificato con una terza torretta automatica da 120 mm, il cui il peso era compensato riducendo gli altri armamenti imbarcati.

Nell'agosto 1954 la Armada de la República de Colombia ordinò  in Svezia la costruzione di due cacciatorpediniere derivati dalla Classe Halland che stava entrando allora in servizio nella Svenska marinen. La prima unità, designata D-05 20 de Julio fu impostata nel cantiere navale Kockmus di Malmö nell'ottobre 1955, fu varata il 26 giugno 1956, entrando in servizio attivo il 15 giugno 1958.  A differenza dalle unità classe Halland, i cacciatorpediniere colombiani disponevano di una terza torre binata da 120 mm, mentre avevano due cannoni a d.s da 57 mm, due da 40, un impianto lanciasiluri quadruplo, e un lanciabombe ASW in meno. La dotazione elettronica era migliore di quella delle unità svedesi.

## Caratteristiche tecniche
Le unità classe 20 de Julio erano lunghe 121,1 m (116 m sulla linea di galleggiamento), larghe 12,4 m, e con un pescaggio di 4,7 m. Il dislocamento standard era di 2.650 tonnellate, che salivano a 3.300 a pieno carico. L'apparato propulsore era composto da due 2 caldaie Penhoet e 2 gruppi di turbine a ingranaggi a due stadi De Laval che agivano su due assi. La potenza erogata era pari a 55.000 hp, che permetteva di raggiungere una velocità massima di 32 nodi. La capacità carburante era pari a 524 tonnellate di olio combustibile che fornivano un'autonomia massima di 3.000 miglia nautiche alla velocità di 18 nodi (che scendevano a 450 miglia nautiche a una velocità di 32 nodi). L'armamento era composto da sei cannoni Bofors M50 calibro 120/50 mm, disposti su tre torri binate, due a prua e una a poppa, quattro cannoni antiaerei Bofors M58 calibro 40/70 mm, un impianto quadruplo lanciasiluri in calibro 533 mm, e un lanciabombe antisommergibile quadruplo Bofors M50 da 375 mm. La dotazione elettronica comprendeva un radar di sorveglianza aerea a lungo raggio Hollandse Signaalapparaten (HSA) LW-3, un radar di ricerca aerea/di superficie HSA DA-02, quattro radar di direzione del tiro HSA M45 e un sonar di scafo.  L'equipaggio della nave era composto da 21 ufficiali e 227 sottufficiali e marinai.

## Impiego operativo
Durante i suoi 26 anni di impiego operativo l'unità non partecipò ad alcuna azione di rilievo, tranne per le periodiche esercitazioni con le unità dell'US Navy. Fu radiata nel 1984, e subito venduta per demolizione.

### Annotazioni
1. ↑  Secondo l'autore Curt Borgenstam  il pescaggio della nave era di 3,75 m.
2. ↑  Secondo l'autore Curt Borgenstam la velocità massima registrata alle prove fu di 35 nodi.

### Fonti
1. 1 2  Navypedia.
2. 1 2 3  Borgenstam 2000, p. 39.
3. 1 2  Gardiner, Chumbley 1996, p. 68.
4. 1 2 3 4 5 6 7 8 9 10  Borgenstam 2000, p. 40.